# Brynolf Algotsson

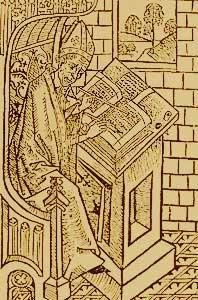
Brynold Algotsson

Brynolf Algotsson, latinisiert Brynolphus (* um 1240; † 6. Februar 1317 in Skara, Schweden) war ein schwedischer Geistlicher und von 1267 bis 1317 Bischof von Skara. Er wurde 1492 von der römisch-katholischen Kirche heiliggesprochen.

## Leben
Er wurde in Paris ausgebildet, bevor er relativ jung zum Bischof ernannt wurde. Mit dem schwedischen König Magnus I. kam es in seiner Amtszeit zu Streitigkeiten, die aber letztlich beigelegt werden konnten. Als Verfasser werden ihm traditionell vier Historien (= Reimoffizien), fünf Hymnen und, allerdings ungesichert, ein Gedicht auf Nikolaus von Linköping zugeschrieben. Er soll Verfasser der Officien des Heiligen Eskil, Helena von Skövde, Siegfrieds sein. Das heutige Schloss Läckö im Vänersee soll auf eine von ihm 1298 errichtete Anlage zurückgehen.
Seine Kanonisierung erfolgte maßgeblich auf Drängen von Erik XIII.